# Gökkiriş, Köşk
Gökkiriş là một xã thuộc huyện Köşk, tỉnh Aydın, Thổ Nhĩ Kỳ. Dân số thời điểm năm 2010 là 801 người.